# Test des trois étapes de la Convention de Berne
Le test des trois étapes de la Convention de Berne est un mécanisme relatif aux limitations et exclusions de la propriété intellectuelle. Il permet d'éviter, dans un contexte international, une application trop large des limitations et exceptions au droit d’auteur.
Cette clause est incluse dans plusieurs traités internationaux sur la propriété intellectuelle. Les signataires de ces traités conviennent de normaliser les éventuelles limitations et exceptions aux droits exclusifs en vertu de leurs lois nationales sur le droit d'auteur respectives.

## Le triple test dans les traités internationaux

### Convention de Berne
Le test des trois étapes a été établi pour la première fois en relation avec le droit exclusif de reproduction en vertu de l'article 9.2) de la Convention de Berne pour la protection des œuvres littéraires et artistiques en 1967. L'article 9 de la Convention de Berne stipule que : 
 « Droit de reproduction: 1. Généralement; 2. Exceptions possibles; 3. Enregistrements sonores et visuels - (1) Les auteurs d'œuvres littéraires et artistiques protégées par la présente Convention ont le droit exclusif d'autoriser la reproduction de ces œuvres, de quelque manière et sous quelque forme que ce soit. (2) Il appartient à la législation des pays de l'Union d'autoriser la reproduction de ces œuvres dans certains cas particuliers, à condition que cette reproduction ne soit pas en conflit avec une exploitation normale de l'œuvre et ne porte pas indûment préjudice aux intérêts légitimes de l'auteur. (3) Tout enregistrement sonore ou visuel est considéré comme une reproduction aux fins de la présente Convention. » 
Le test des trois étapes de l'article 9, paragraphe 2, de la Convention de Berne ne s'applique pas aux exceptions au droit d'auteur qui sont mises en œuvre en vertu d'autres parties de la convention de Berne qui ont une norme distincte, comme celles des articles 2, paragraphe 4, 2, paragraphe 7., 2 (8), 2 bis, 10, 10 bis et 13 (1), ou l'annexe de Berne.

### Autres traités sur le droit d'auteur
Depuis lors, le test des trois étapes a été modifié et figure dans plusieurs textes internationaux. Par exemple, il est transposé dans l'accord sur les aspects des droits de propriété intellectuelle qui touchent au commerce, dans le traité de l'OMPI sur le droit d'auteur (article 10), dans le traité de l'OMPI sur les interprétations et exécutions et les phonogrammes, dans la directive de l'UE sur les programmes informatiques (article 6 (3)), la directive de l'UE sur les bases de données (article 6, paragraphe 3), et dans la directive de l'UE sur le droit d'auteur (article 5, paragraphe 5).

Le test tel que prévu à l'article 13 des ADPIC se lit comme suit: 
 « Les membres limiteront les limitations et exceptions aux droits exclusifs à certains cas spéciaux qui n'entrent pas en conflit avec une exploitation normale de l'œuvre et ne portent pas indûment préjudice aux intérêts légitimes du titulaire des droits. » 
 Le test des trois étapes de l'OMC ne s'applique pas aux cas où les Conventions de Berne ou de Rome prévoient des normes distinctes pour les exceptions ou pour les droits non couverts par l'Accord sur les ADPIC.

## Les trois étapes
Pour pouvoir exploiter une œuvre sans l'accord de son auteur il faut valider trois étapes de test :
1. L'exploitation doit être autorisée par une exception dans la loi du pays ;
2. L'exception utilisée ne doit pas porter atteinte à l'exploitation normale de l'œuvre ;
3. L'exploitation ne doit pas causer de préjudice aux intérêts de l'auteur.

Aux termes du test, les exceptions au monopole d'exploitation de l'auteur ne suffisent plus pour autoriser l'éventuelle libre exploitation d'une œuvre, il convient également que cette exception ne nuise pas aux intérêts des auteurs.

## Interprétation
Le raisonnement technico-juridique qui a été appliqué pour suggérer comment cette formulation doit être interprétée est obscur (voir les références ci-dessous). À ce jour, un seul cas (devant un groupe spécial de règlement des différends de l'OMC, impliquant des exemptions de droits d'auteur aux États-Unis permettant aux restaurants, bars et magasins de diffuser des émissions de radio et de télévision sans payer de droits de licence, a été adopté en 1998 en tant que coureur du Sonny Bono Copyright Term Extension Act) a effectivement nécessité une interprétation du test.
Le test en trois étapes peut s'avérer extrêmement important si des nations tentent de réduire la portée de la loi sur le droit d'auteur, car à moins que l'OMC ne décide que leurs modifications sont conformes au test, ces États sont susceptibles de faire l'objet de sanctions commerciales. Les exceptions à la protection du droit d'auteur doivent être clairement définies et de portée étroites. Par exemple, le test en trois étapes a été invoqué pour justifier le refus de certaines exceptions au droit d'auteur souhaitées par les députés français lors de l'examen du projet de loi controversé sur le droit d'auteur DADVSI.

## Les brevets
L'article 30 de l'accord sur les ADPIC, qui porte sur les limitations et exemptions au droit des brevets, découle également d'un critère en trois étapes quelque peu différent, qui comprend « la prise en compte des intérêts légitimes des tiers ». Les exceptions aux droits exclusifs de brevet ne sont pas soumises à ce test si elles sont mises en œuvre par l'article 31 de l'Accord sur les ADPIC ou les articles 6, 40 ou 44.2.

## Voir également
- Fair use
- Utilisation équitable